# Dasineura geranii
Dasineura geranii är en tvåvingeart som först beskrevs av Jean-Jacques Kieffer 1907.  Dasineura geranii ingår i släktet Dasineura och familjen gallmyggor. Inga underarter finns listade i Catalogue of Life.